# 240 г. пр.н.е.
240 (двеста и четиридесета) година преди новата ера (пр.н.е.) е година от доюлианския (Помпилийски) римски календар.

## Събития

### В Римската република
- Консули са Гай Клавдий Центон и Марк Семпроний Тудицан.
- Римляните създават провинция Сицилия, която е първата римска провинция извън континентална Италия.[1]
- За първи път пред публика е представена творба на Ливий Андроник.[1]

### В Гърция
- Арат Сикионски атакува Атина и Аргос, което се превръща в редовна негова дейност в следващите години.[2]

### В Картаген
- Избухва въстание на наемните войници в служба на Картаген, което обхваща и остров Сардиния. Хамилкар Барка ръководи експедиция срещу бунтивниците.[1]

## Родени
- Прусий I, цар на Витиния (умрял 182 г. пр.н.е.)
- Диоген Вавилонски, гръцки философ (умрял 150 г. пр.н.е.)

## Починали
- Аристомах Стари, тиран на Аргос
- Аркесилай, гръцки философ, основател на втората или средната академия или фазата на академичния скептицизъм (роден 315 г. пр.н.е.)
- Калимах от Кирена, древногръцки поет, критик, учен и александрийски библиотекар (роден 310 г. пр.н.е.)